# Polynesische mythologie

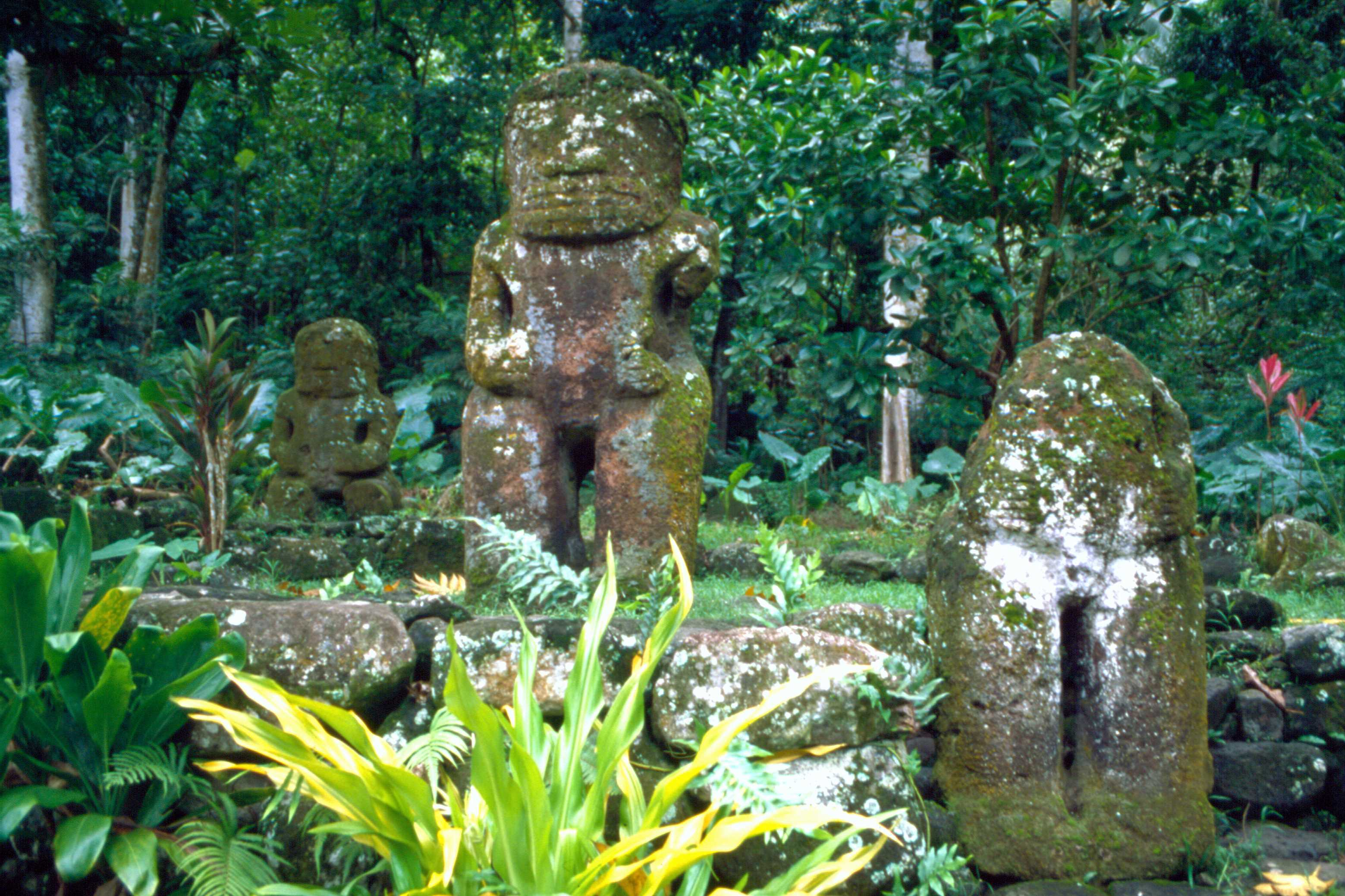
Beelden op een marae in de Marquesaseilanden. Een marae is een ontmoetingsplaats met zowel religieuze en sociale functies.

De Polynesische mythologie is een mondelinge overlevering van mythen van de Polynesiërs, bewoners van een verzameling eilanden in de Stille Oceaan, Polynesië. Het betreft een zeer uitgestrekt gebied, en de betrekkelijke geïsoleerdheid van eilanden en eilandengroepen heeft dan ook geleid tot enige veranderingen op het gebied van taal, cultuur en godsdienst. Desondanks is het duidelijk een cultuurgebied, en is de mythologie overal grotendeels gelijklopend, meer dan in Australië en Melanesië. Veel van de verhalen, thema's, goden en helden komen op veel plaatsen voor. Er bestaat echter wel taalvariatie, waardoor een godennaam van eiland tot eiland wat kan verschillen (Tane → Kane in het Hawaïaans).
In de Polynesische, mondelinge literatuur wordt overigens geen onderscheid gemaakt tussen mythen en historische verslagen, en vaak wordt hetzelfde woord voor beide gebruikt. Bij de Maori is dit bijvoorbeeld korero. Niet zelden versmelten beide ook, onder invloed van de heersende klasse, die aldus hun invloed en status proberen te verzekeren en te vergroten.
De Polynesische mythologie legt zeer de nadruk op de natuur, en vooral op de oceaan. De Polynesiërs geloofden dat alles in de natuur, ook mensen, een heilige, bovennatuurlijke kracht bezaten, de mana. Deze mana kon goed of kwaad zijn, en de hoeveelheid mana verschilde bij alles.

## Overlevering van mythen
De Polynesische cultuur was een van primair mondelinge overlevering. Veel mythische informatie is dan ook overgeleverd door barden, priesters en handwerklieden, bijvoorbeeld in de vorm van welkomsttoespraken, liefdeslyriek, klaagliederen, elegieën, gebeden, spreuken, slaapliedjes voor kinderen en lofzangen voor stamhoofden, krijgers en stuurlieden. Veel literair materiaal werd ook ingezet via rituelen, bijvoorbeeld tijdens religieuze festivals en feestdagen, of door handwerklieden die als priesters optraden bij bijvoorbeeld de bouw van een boot of huis. Dit alles houdt verband met het gegeven dat Polynesiërs zich nauw betrokken voelden met de goden, die overal aanwezig waren. Het in acht nemen van de juiste rituelen en teksten diende als voorzorgsmaatregel en als middel om meer controle te verkrijgen over het bestaan door die goden gunstig te stemmen. Een voorbeeld is het onderstaande Hawaïaanse gebed, gericht aan Lono, god van voedsel en agricultuur (elders bekend als Rongo en Ono):
'Oh Lono, schud een net vol voedsel uit,
Een net vol regen.
Neem ze voor ons samen voor ons.
Verzamel voedsel, oh Lono.
Verzamel vis, oh Lono.
Wauke-scheuten en kleurstoffen voor tapa.'
Mythen waren niet statisch, anders was er geen variatie. Waarschijnlijk werden nieuwe mythen bedacht of bewust geherinterpreteerd door de stamhoofden, die de rol van opperpriester en orakel hadden, en dus het medium bij uitstek waren tussen mensen en goden. Door (gemanipuleerde) genealogie en voor politieke doeleinden werden mythen of aspecten daarvan ook weleens aangepast.
De goden werden aanbeden met gezangen, gebed, en uitgebreide rituelen en offers (ook menselijk). Dit werd alles begeleid door priesters, die religieuze festivals en feestdagen organiseerden. Op sommige plaatsen werden zelfs speciale cult-avonden gehouden, met vertellers, muzikanten en dansers en dramatische voorstellingen. Een voorbeeld hiervan is de hula-dans.

## Verklarende mythen
De Polynesische mythologie bevat vele goden, halfgoden en bedriegers. Door verhalen van deze figuren, probeerde men verklaringen te vinden voor alledaagse zaken. Zo is er het verhaal over yam, een basisproduct in de Polynesische keuken. De overlevering vertelt het verhaal van de god Rongo-maui, die naar de hemel ging om de yam te stelen van zijn broer Wahnui door het te verstoppen in zijn kledij. Toen hij terug op aarde was maakte hij zijn vrouw Pani zwanger, en die baarde de eerste yam op aarde.

## Kosmogonie
Onder de Polynesiërs leefden twee aparte hoofdversies van hoe de wereld ontstaan is, met enkele variaties, die soms opmerkelijk abstract zijn. Aan de ene kant veronderstelden sommigen, vooral op de Cookeilanden en Hawaïaanse eilanden, dat de wereld als het ware vanuit zichzelf gegroeid was. Een oerstaat van chaos was bijvoorbeeld langzaam tot stand gekomen door opeen volgende transformaties van abstracte materie. Deze evolutie werd vaak beschreven als een vereniging van een passief element, Po 'duisternis', en een actief element, Ao 'licht'. Er zijn echter ook gepersonaliseerde varianten bekend, waarin sprake is van een Hemelvader, 'Rangi', en een Moeder aarde, 'Papa'. Aan de andere kant gingen sommigen ervan uit dat er een oerwezen geweest moest zijn, bekend als Io of Tangaloa, die vanuit leegte met zijn adem de wereld schiep. Deze schepper werd ook wel erkend als 'ziel van de wereld', zodat deze na de schepping kennelijk ook deel van de schepping zelf uitmaakte. De scheppingsversie kwam vooral voor in westelijk Polynesië. Beide kosmogonische voorstellingen bestonden vaak ook naast elkaar, bijvoorbeeld in Nieuw-Zeeland, de Genootschapseilanden, de Marquesaseilanden en Samoa.
Uit de vereniging van Rangi en Papa ontstond het leven, waaronder de eerste, individuele goden. Zij zaten aanvankelijk gevangen in de innige omhelzing van de vader en de moeder, zodat ze overlegden hoe ze hen moesten scheiden, zodat dag en nacht konden ontstaan. Tu, god van de oorlog, wilde de Oerouders vernietigen, maar Tane, god van bossen en vogels, was voor scheiding zonder geweld, terwijl Tawhiri, god van de winden, helemaal geen scheiding wilde. De meeste goden verkozen uiteindelijk de vreedzame scheiding. De goden droegen dus op essentiële wijze bij aan de schepping. In westelijke delen van Polynesië was van deze individuele goden echter alleen Tangaroa als schepper gekend. Andere vroege goden waren nog Rongo en Haumia. 
Omdat de meningen van meet af aan al verdeeld waren, volgt na de scheiding van hemel en aarde strijd tussen de goden. Hierna schept Tane uit zand en klei de eerste vrouw, Hina (of Hine), en heeft hij gemeenschap met haar. Zijn voortplantingskracht en -orgaan stonden bij de Maori bekend als Tiki, maar elders werd Tiki (Ti'i, Ki'i) een zelfstandig figuur die de eerste vrouw geschapen zou hebben. Nadat Hina erachter komt dat haar echtgenoot, Tane, tevens haar vader is, schaamt ze zich en vlucht ze weg. Ze verschuilt zich in de onderwereld (Po), waarvan ze de koningin wordt. Zo wordt de dood in de schepping geïntroduceerd.

## Hawaïki
Hawaïki is een apart concept in de Polynesische mythologie, en diverse mythen spelen zich er af. Het begrip heeft twee verschillende betekenissen. Enerzijds verwijst het naar een hiernamaals waar zielen van overleden mensen heen gaan. Anderzijds verwijst het naar een voorouderlijk land in westelijke richting. Dat dit land in het westen gelokaliseerd wordt heeft ermee te maken dat de migratieroute van de Polynesiërs vanuit Zuidoost-Azië naar het oosten loopt. De precieze locatie blijft voer voor discussie. De antropoloog R.C. Suggs beschouwde de Tonga- en Samoa-eilanden aan de westelijke rand van het Polynesische cultuurgebied als het oorspronkelijke Hawaïki. Recenter onderzoek suggereert, op basis van taalkunde en genetica, echter ook wel Taiwan.

## Helden
De Polynesische mythologie kent meerdere helden (Hawaïaans: kupua), die wondere werken verrichten en over de nodige sluwheid beschikten. Kenmerkend zijn hun bovennatuurlijke kracht, hun vermogen tot gedaanteverwisseling, het kleiner of groter kunnen worden en vliegen. Verhalen waarin hun avonturen werden beschreven waren doorgaans erg populair, zoals over hoe ze monsters versloegen, maagden redden, wedijverden met rivalen en de goden uitdaagden in vaardigheden. De nadruk op bepaalde kwaliteiten en daden verschilde echter van eilandengroep tot eilandengroep. 
Op de Hawaïaanse eilanden kende men Kawelo, Pekoi, Iwa en Kana. Eerste vissen en speerwerpen als de beste. Pekoi was een uitstekende rattenvanger, en Iwa was een meesterdief die met vier slagen van zijn magische peddel van de ene naar de andere kant van de Hawaïaanse eilandenketen kon gaan. Kana was wellicht het beroemdst. Hij werd geboren in de vorm van touw, werd opgevoed door zijn grootmoeder en wist een ontvoerde vrouw te redden. Hij werd vermeld in een gebed van jongleurs:
Doe je touwlichaam aan,
Ontdoe je van je menselijke vorm
In deze truc van jou en mij, oh Kana.
Op de Marquesaseilanden was Ono een bekende held. Hij werd geboren als een ei en werd door zijn grootvaders opgevoed met niets anders dan lucht. Ono blonk uit als visser en worstelaar, en was tevens een sterk magiër. 
In heel Polynesië was Māui, klein en lelijk, echter de grootste held en oplichter. In de verhalen over hem kwamen alle bovenstaande avonturen voor. Toen hij nog klein was, werd hij door zijn menselijke moeder verlaten en vervolgens opgevoed door zijn goddelijke vader. De goden leerden hem vervolgens alles wat hij maar leren kon. Uiteindelijk identificeerde hij zich echter het meest met de mens, voor wie hij zich inspande om het leven aangenamer te maken. Hij leefde, aldus veel overleveringen, dan ook in de vierde generatie na de twee scheppergoden Rangi en Papa: toen was er nog veel te doen in de wereld. Hij schiep meer ruimte tussen hemel en aarde, liet de zon langzamer door de hemel gaan, viste eilanden op uit de diepte, stal het vuur, beteugelde de winden en kende de sterren hun plaats toe aan de nachtelijke hemel. Ook zocht hij onsterfelijkheid. Verder bracht hij de mens cultuur en bepaalde waarden. Desondanks was niet iedereen even blij met Māui. Men vreesde zijn kracht en eigenzinnigheid, en bovendien kon hij ook gemeen zijn. Zo veranderde hij zijn schoonbroer in een hond. In tegenstelling tot de meeste helden, wordt van hem expliciet beschreven dat hij uiteindelijk stierf.

## De goden

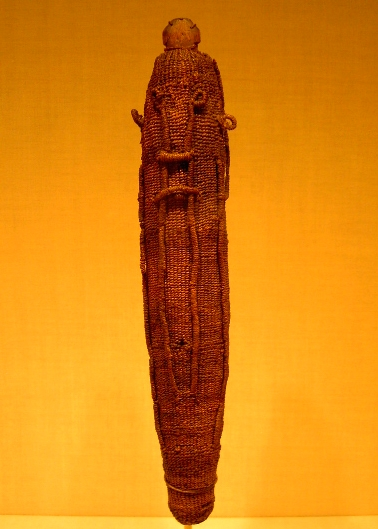
Een afbeelding van de oorlogsgod 'Oro, gemaakt van geweven droge kokosnootdraad (sennit).

Een van de bekendste verhalen gaat over de goden Rangi (Hemelvader) en Papatuanuku (Moeder aarde), die volgens de Maori uit Nieuw-Zeeland de oppercreatiegoden waren, waar alles uit voortkwam. Hun tegenhangers in Hawaï waren Ao en Po. De Maori-goden Rangi en Papatuanuku hadden vele nakomelingen, waaronder ook Tangaroa, de god van de zee en het vissen die een zeer grote rol speelt in de Polynesische mythologie. Die was volgens de overlevering gevlucht voor zijn broer Tawhiri, de stormgod. Tangaroa zou later ruzie hebben met zijn andere broer Tane, de god van het bos. Door deze vete zou Tangaroa de kano's, die gemaakt werden met het hout uit Tane's bossen, laten zinken. Tangaroa kent meerder namen: in Hawaï kennen ze hem als Kanaloa, en in Samoa en Tonga is hij gekend als Tangaloa. Tane is in Hawaï beter bekend als Kane.
Een van de meest gevreesde goden van Hawaï was Pele, de godin van het vuur en de vulkanen. Deze werd gekenmerkt door haar vernietigende kracht en haar schoonheid.
De goden uit Polynesië:
| God                                                   | Beschrijving                         |
| ----------------------------------------------------- | ------------------------------------ |
| Haumia                                                | God van de wilde planten en groenten |
| Kamapua'a                                             | God van de varkens                   |
| Kane                                                  | God van de creatie en het groeien    |
| Kū                                                    | De schepper                          |
| Lono                                                  | God van de hemel                     |
| 'Oro                                                  | Oorlogsgod                           |
| Papatuanuku of Po of Papa of Fakahotu of Hakahotu     | Oppergodin, moeder aarde             |
| Pele                                                  | Godin van het vuur                   |
| Rangi of Ao of Atea Rangi of Atea of Vatea of Te Tumu | Oppergod, hemelvader                 |
| Rongo                                                 | God van de gewassen                  |
| Ta'aroa of Rua-i-tupra                                | Opperste scheppergod                 |
| Tane                                                  | God van het bos                      |
| Tangaroa of Kanaloa of Tangaloa                       | God van de zee                       |
| Tawhiri                                               | God van de wind en de stormen        |
| Tu                                                    | Oorlogsgod                           |